# フォーミュラカー
フォーミュラカー (Formula car) は、「車輪とドライバーが剥き出しになっている」という規格（フォーミュラ）に沿ったレーシングカーである。フォーミュラカーで行われる自動車競技がフォーミュラレースである。この項ではフォーミュラレースについても記載する。
日本語の「フォーミュラカー」が指す対象を指す用語としては、米語でよく使われるのは「オープンホイールカー」 (open-wheel car) 、英国英語でよく使われるのは「シングルシーターカー」 (single-seater car) であるが、いずれも微妙にズレがある（#呼称）。

## 特徴
フォーミュラとは「規格」であり、直接には、国際自動車連盟 (FIA) によるF1を頂点とする自動車競技（レース）に参加するための車輛の規格、ないし同様のレースのためのレーシングカーである。レーシングカーの中でも特にレース専用の形態をしており、単純には比較できないがプロトタイプレーシングカーよりも「レース専用車」の側にある。（ドラッグレースのトップカテゴリである「Top Fuelドラッグスター」や自動車の速度記録専用車のような「曲がる」「止まる」を重視しない車両は別とする）

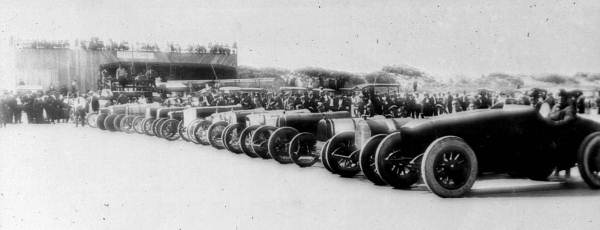
1922年のフォーミュラレース。

### 形状
まず根本である「フォーミュラ」についてであるが、一例として学生フォーミュラ（w:Formula Student、全日本学生フォーミュラ大会を参照、Tier外）のルールから引用すると「The vehicle must be open-wheeled and open-cockpit (a formula style body)  (以下略) 」とある。つまり「タイヤがカウルで覆われておらず、コックピットがオープン」という車体が、フォーミュラスタイルである。
その他としては、まず第二次世界大戦以前の自動車競技からの特徴として、

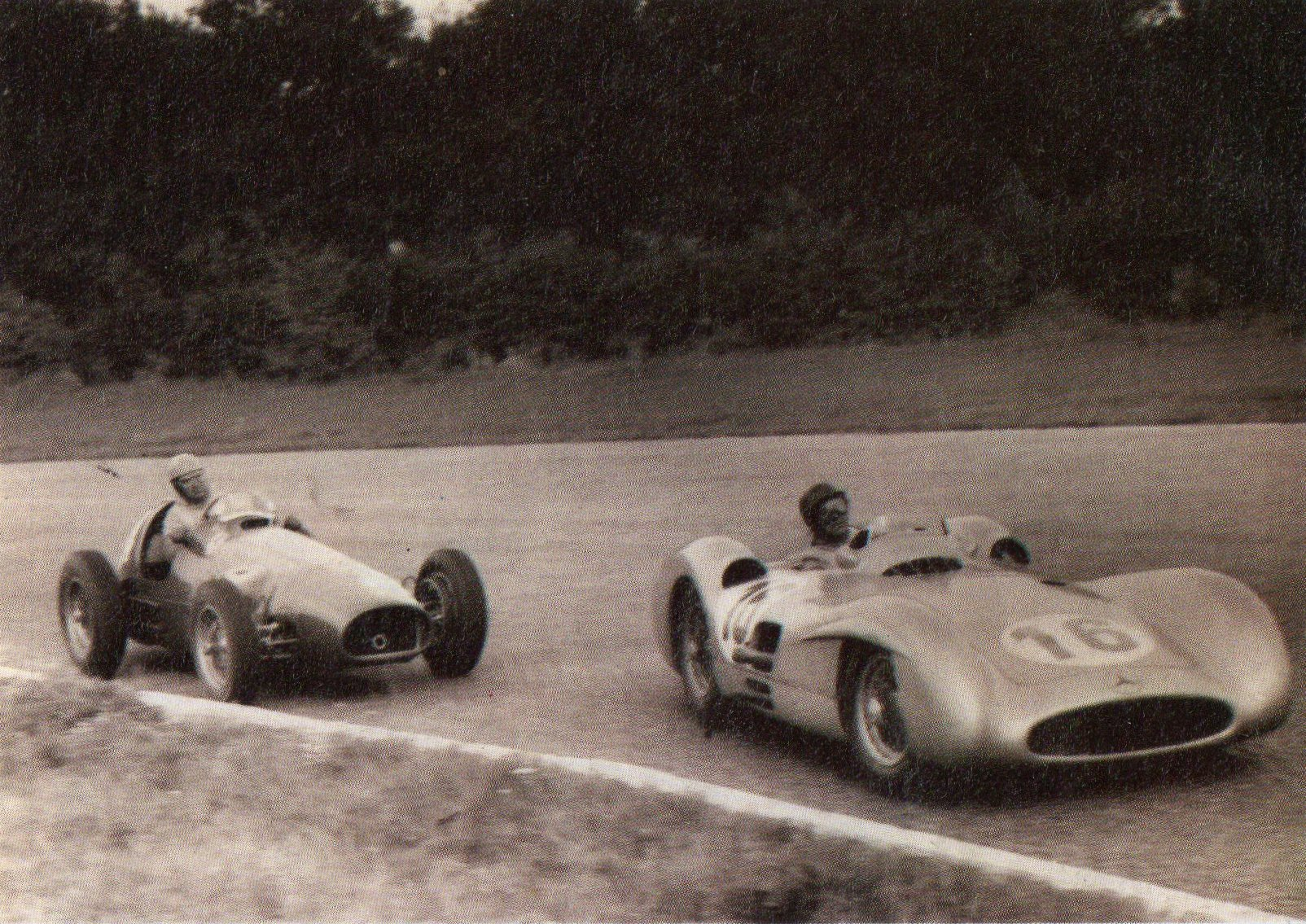
オープンホイールと対戦中の W196 "Monza"

- オープンホイール（前述）。すなわち、タイヤがフェンダーなどで被われておらず、周囲に十分なクリアランスがある（ただし、1950年代中旬以前には明文化して規定されておらず、メルセデス・ベンツ・W196が流線型ボディで参戦しているF1グランプリがある）。2010年代には、フォーミュラE（前後輪）やインディカー（後輪）などで顕著だが、完全なフェンダーではないものの、カウルでホイールをほぼカバーするような形状としているレギュレーションのレースもある。
- オープンコクピット（前述）。すなわち、座席の上方は開口となっており、ドライバーが露出しているためドアやウィンドウはない。
- シングルシーター。すなわち、座席は1つ（これはカウルについてと共に、レギュレーションによって（形骸化してはいるが）2座を規定しているプロトタイプレーシングカーと対照的と言える。なお、同乗体験イベント用[3]など特殊目的で2座とした場合は、横に並べることが不可能なため、もっぱら前後のタンデム配置となる）。
- 後輪駆動（1960年代に四輪駆動 (4WD) 車が作られたこともある (en:Four-wheel drive in Formula One) ）。前輪駆動車は、インディカーにおいて戦前のMiller車から末期は1960年代のMickey Thompson（en:Mickey Thompson）による何台かまで存在するが、全体から見ると極めて稀。
- 競技の安全性を保ちながらも、徹底した軽量化が図られている（レギュレーションで規定されている、最低重量は約600kg[4]）。
- 公道での走行を想定していないため、方向指示器や前照灯など、一部の保安部品がない。
- 車輪は4輪（1983年以降のF1レギュレーションで「4輪まで」と明文化される。それ以前は車輪の数が明文化されていなかったため、この不備を突く形でタイレルが六輪のP34を開発した）

といったものがある。
次いで、1960年代以降に付加されていった特徴としては、

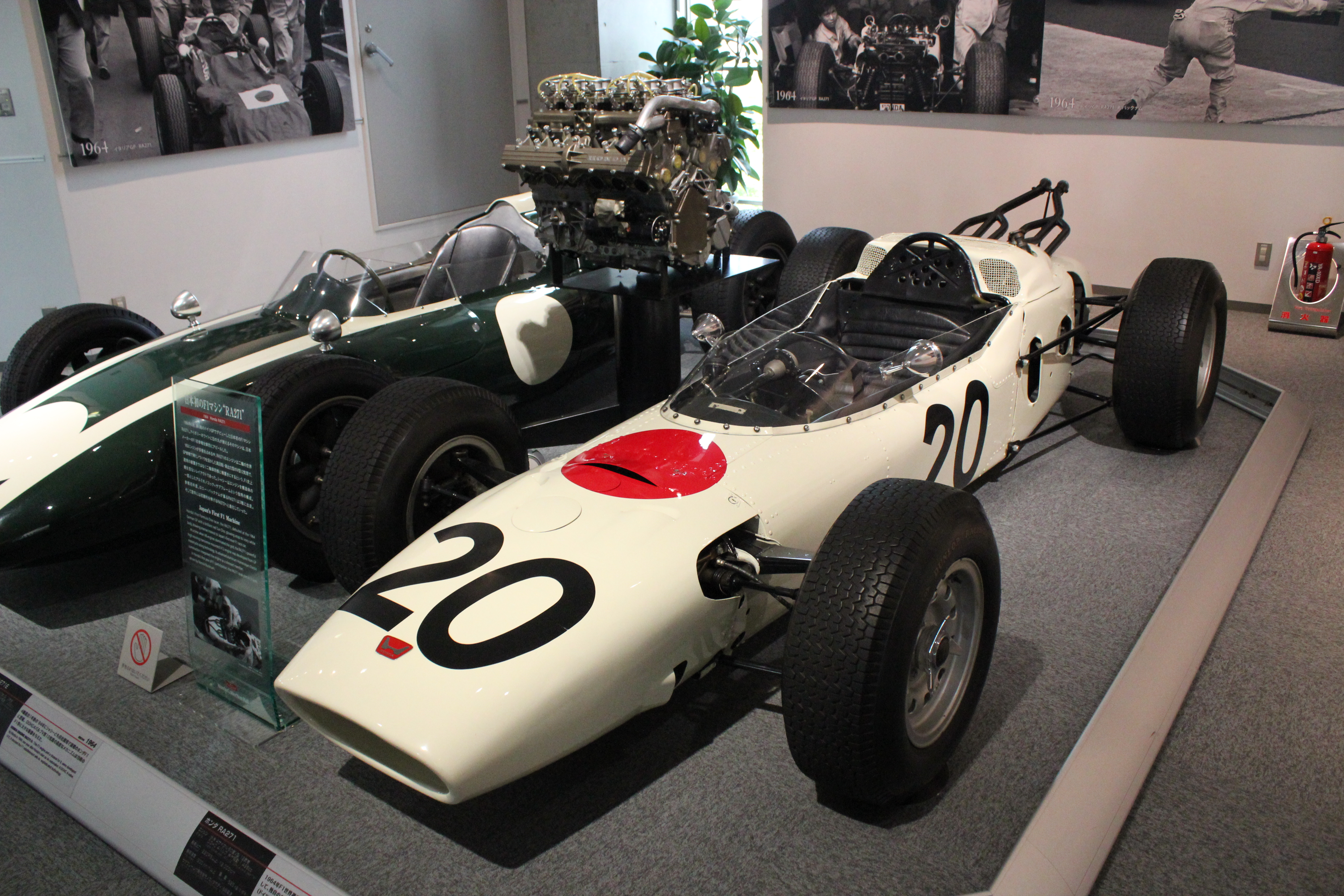
60年代に全盛だった典型的葉巻形車体を持つホンダ・RA271。

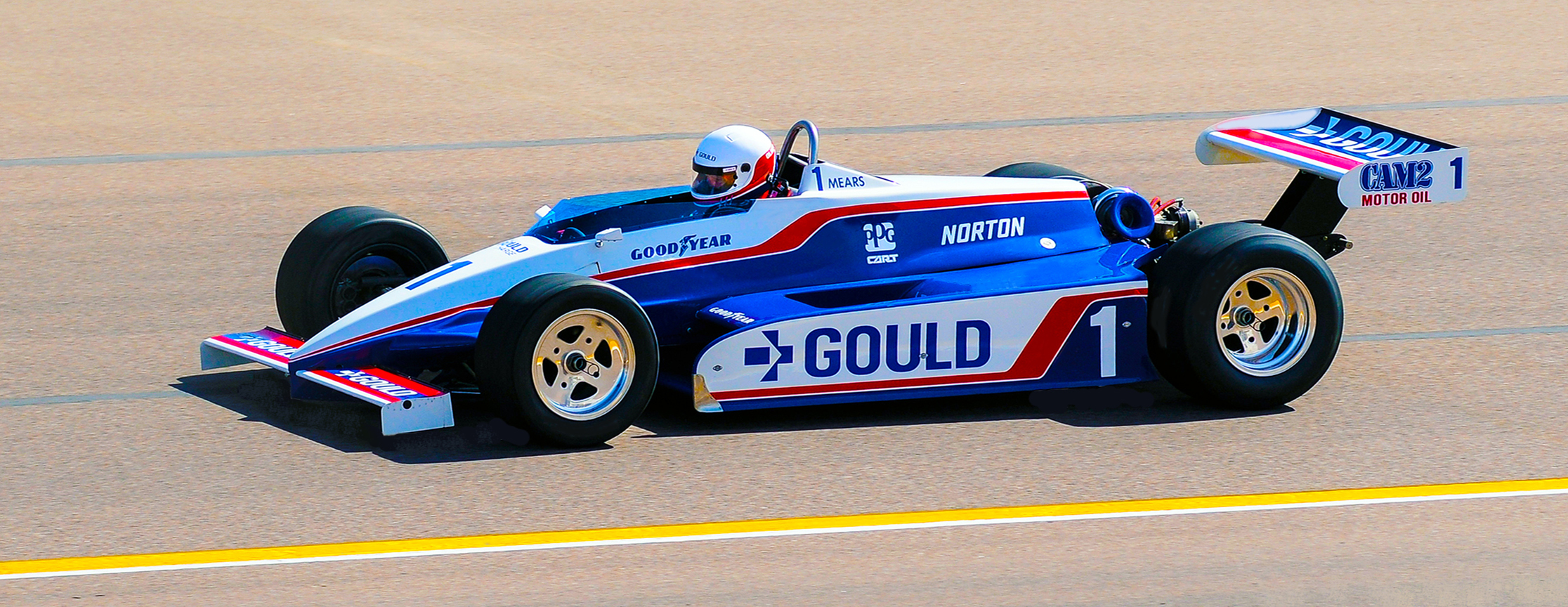
1982年ペンスキー・PC-10

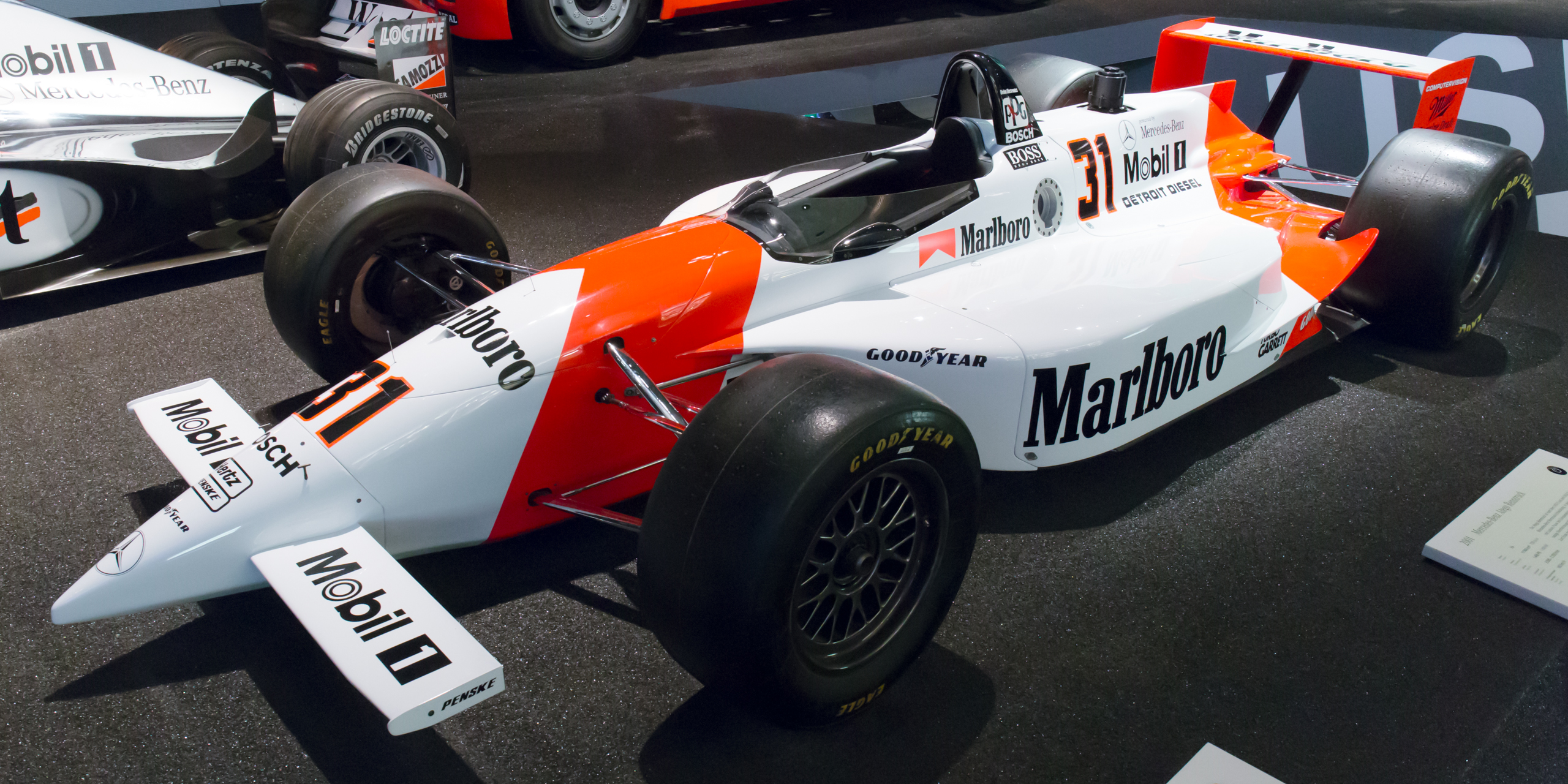
1994年ペンスキー・PC-23。

- リアミッドシップエンジン（以前はフロントエンジン[5]であった。ミッドシップ#レーシングカーも参照）。
- 車体前方と後方にウィングと呼ばれる巨大なエアロパーツが付く（一部のジュニア・フォーミュラではウイングの使用が禁止されていることもある。F1では1967年ごろに初のウィングが現れた）。
- 車体下側の負圧（ベンチュリ効果）をダウンフォース源に利用するため、最低地上高（車高）がわずか数cmしかなく、重心も低い（主として1970年代の変化。それ以前の、特に1960年代の軽量車体を通称「葉巻型」という）。

がある。
フォーミュラカーの外観において最も特徴的といえるのが、タイヤが剥き出しとなった構造である。空気抵抗（専門用語で抗力）が小さい形態である、とされることがあるが、あまり正しい理解ではない。空気抵抗を評価する値としてしばしば使われる抗力係数（いわゆるCd値）は、フォーミュラカーでは約1前後であり、係数だけを比較すればプリウスなど近年の低抗力係数のスタイリングのそれの約4倍にもなる。しかし、ここで注意が必要なのは、抗力係数が動圧と面積により無次元化した「係数」であるという点である。すなわち（前方投影）面積に比較して十分に小さければ、Cd値が大きくてもそのヴィークルが受ける空気抵抗自体は小さい。なお、単純に比較することはできないが、たとえばグループC車両のCd値はフォーミュラカーより小さく、最高速度は1990年改修前のサルト・サーキットにおけるバックストレート（ユノディエール）の終端部で400km/hを越えF1よりも速い。
以上のことから、なぜ抗力係数の大きい形態を変えないのかという疑問を持つ向きもあるが、そもそもタイヤが剥き出しの構造こそがフォーミュラカーの定義である。
フォーミュラカーに限らず、近年のハイパワー化したレーシングカーの一般に言えることであるが、十分に対抗できる推進力があれば、抗力が小さいことよりも、車体を浮き上がらせてしまう揚力を発生させず、逆に下に押さえつけるダウンフォースを得ることと、安定性と操縦性のバランスが良いことのほうが、むしろ重要である。車体に取り付けられた様々なエアロパーツは、車体を地面に押さえつけ車体の安定性を向上させるダウンフォースを発生させたり、気流を制御して走行を安定させるために付けられている。とりわけダウンフォースは大きく、F1カーの史上最大ダウンフォースは、2008年のレギュレーションにおいて約2,000kgfとされ、車重（約600kg）よりも大きい。トンネルの天井を走行することも可能、と考える向きもあるが、そのダウンフォースを得るために必要な速度と、その速度を維持するために必要なグリップ力が得られるか計算する必要がある。

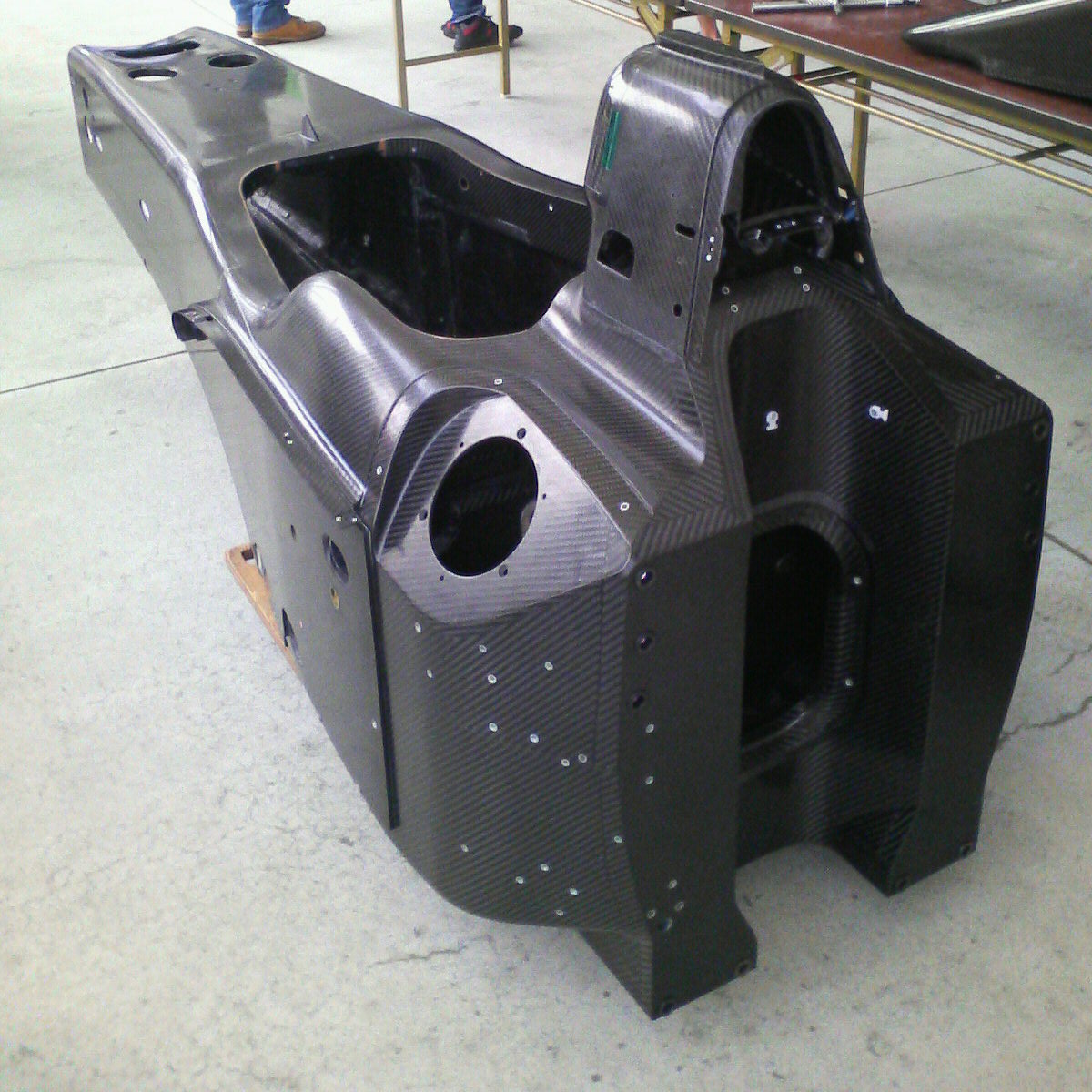
ダラーラ・SF14のコクピットシェル。

フォーミュラカーの運転、というより操縦は、大トルクを発するエンジン・車両質量の小ささ・空力パーツに由来する対気速度の違いによる挙動変化、等々の多数の要因から挙動は極めて複雑で、必要とされる技術は乗用車の一般的な走行とは大きく異なり、非常に高い技能・技術が要求される。
ドライバーの座席周辺は「コックピット」と呼ばれる。必要最低限の狭い空間しかない。また安全確保のため、コックピット周辺だけは特殊材料で極めて頑丈に作られており、コクピットシェルと呼ばれる。大クラッシュなどでは他のパーツが破損四散する中でコクピットシェルだけが残りドライバーを保護する空間を確保している様子が見られる。いわゆるモノコックの理論上、開口部を広げるほど強度の確保は大変になるため狭くなるが、あまりに狭いと火災発生時などにドライバーの脱出を妨げるため、一定以上の大きさがレギュレーションで定められている場合もある。

### 性能
乗用車やラリーカーなどと違って、フォーミュラカーは停止〜発進時よりも中間加速に優れている。トランスミッションのギアレシオにもよるが、ヨーロピアンサーキットを走行する場合、0-100km/hの加速には3秒強かかる。100km/h以上では大きなダウンフォースが掛かるために駆動輪が大きな摩擦力を発生し、許容駆動力が向上する。そのために加速力が向上し、100-200km/h加速は0-100加速よりも速く約2秒しかかからない。
同時にこのダウンフォースによってカーブ（コーナー）を通過する速度が向上する。F1の場合は最大で外側に約5Gの遠心加速度がかかっている。
快適装備や保安部品が搭載されていないのは、これらの部品で重量や空気抵抗が増加し、レースにおいてタイムや燃費を低下させる悪影響につながるためであり、エンジン位置や車高についてはレース中の車の運動性能や挙動を極限まで追求した結果によるものである。
フォーミュラカーは前記のとおり空気抵抗係数は大きいが、最高速性能も優れている。ヨーロピアンサーキットに特化したF1でも350km/h（モンツァ・サーキット）に達し、最高速性能が高いインディカーでは370km/h以上に達する。フォーミュラカーがサーキットで記録した最高速度は、2000年CART、ミシガン・インターナショナル・スピードウェイで記録された413.518km/hである。

### 走行
フォーミュラカーを含むレーシングカー全般において、より速い速度でコーナーを通過するためにタイヤの摩擦力、いわゆるグリップが重視される。グリップの程度はタイヤの寿命や路面の状態など様々な要因によって変化するため、ドライバーはタイヤをより効率的に使う操縦を求められる。特にF1マシンなどではグリップが失われるのを防ぐため、適切なダウンフォースの下でタイヤを滑らせずに走行することが理想とされる。一方でジュニア・フォーミュラなどの下位カテゴリや、過去タイヤの性能が低かった時代においては、あえてタイヤを滑らせてマシンの向きを変えるテクニックがある。

### 公道走行
日本国内においては、道路交通法でフォーミュラーカーが公道を走行する事を禁止する事項は無い。ただし、多くの団体はレース参加の要件として道路交通法を満たす「保安部品」などの装備を必須としていない、又は禁止しているため、一般的な道路交通法に則してない車両と同様に公道を走行できない。公道でレースなどスピード競技や走行展示を行う場合は、他の非公認車両と同様に「道路占用許可」の取得が必要である。
過去には、改造車の専門店ガレージリボンが全日本F3000用に製造されたフォーミュラカーにウインカー・バックミラーなどの保安部品を追加し、実際にナンバープレートを取得した例（F3000公道仕様車）もあるが、申請には型式認定の取得で膨大な手続きと改造費が必要になるため、法的には可能でも、現実的には非常に難しい。また、現代のような最低地上高が極端に低い車両では、通常の公道における段差に全く対応できない点においても現実的でない（例としてシャコタン車は、半地下駐車場では車底がスロープ頂点に引っ掛かり、カメ状態になるので入庫を断られる。無理やりに入ると、今度はノーズがスロープに当たるので出られなくなる）。

### 頭部保護装置の進展
1994年のF1で相次いだ重大事故（世界GP第3戦・サンマリノGPにおけるアイルトン・セナの死はその最たる件として知られる）を受け、1996年にコックピット横側のサイドプロテクターの設置を義務付けるようになった（ザウバーは1994年モナコグランプリでのカール・ベンドリンガーが一時重体となった大事故をきっかけに、いち早く自主的に採用していた）。
更に2009年にフェリペ・マッサが脱落した前方のマシンのパーツの直撃を受けて頭蓋骨折などの重傷を負う事故が発生したのをきっかけに、頭部保護デバイスの導入の機運が高まる。検討の結果、コックピット上部に3本の柱で構成の「Halo（ヘイロー）」と呼ばれるデバイスの導入を決定した。英語で”後光のような丸い光の輪”の意味合いである。当初は2017年からの導入を予定していたが、「マシンの美観を損なう」などの反対を受けて1年繰り下げの2018年から正式導入となった。

## フォーミュラレーシング
フォーミュラカーを用いたレースは数多く存在する。国際自動車連盟 (FIA) が定める最高峰クラスがフォーミュラ1 (F1) クラス。その下にフォーミュラ2 (F2) 、そしてさらにその下にフォーミュラ3 (F3) 、フォーミュラ・リージョナル (FR) 、フォーミュラ4 (F4) と続く。
またそれ以外の有名なフォーミュラカーによるシリーズとして、北米大陸のインディカー・シリーズやその下位カテゴリーのインディ・ライツ、日本を舞台にした全日本スーパーフォーミュラ選手権（旧フォーミュラ・ニッポン）、ヨーロッパを中心に開催されるワールドシリーズ・フォーミュラV8 3.5などがある。特に北米で行われるカテゴリーでは「オープンホイールカー (open-wheel car) 」という呼称が用いられる。

### フォーミュラ1 (F1)

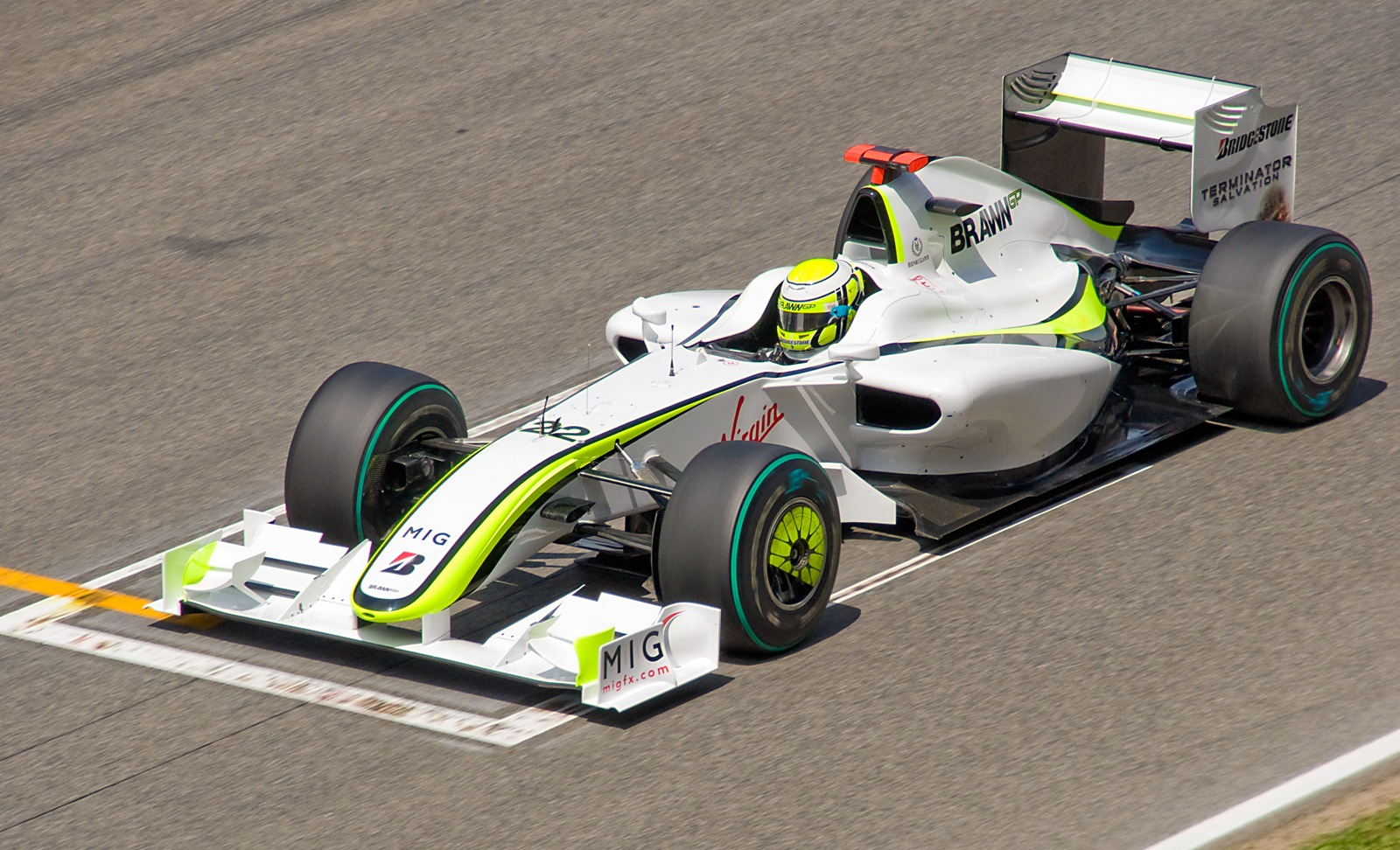
ブラウン BGP001

F1は世界選手権として、世界を回るFIA管轄のシリーズとして開催されている。F1のレースはグランプリと呼ばれ、アフリカ大陸を除くおよそ20カ国で開催される。最大の特徴は、世界のフォーミュラカーレースで唯一、参戦チームが独自に開発したシャシーでレースが行われる点にある。そのためF1ではチームをコンストラクターと呼ぶ。1台の開発・製作費は数百万ドルとされており、チームの運営費が少ないところでも数十億円、トップチームになると数百億円に達するほどである。それゆえF1ではプライベートチームを中心に、経営維持のために多額の持参金（スポンサー費用）を持ち込むドライバー（いわゆるペイ・ドライバー）が存在する。なお、参戦するドライバーはFIAが発給するスーパーライセンスを保持している必要がある。

### インディカー (IndyCar)

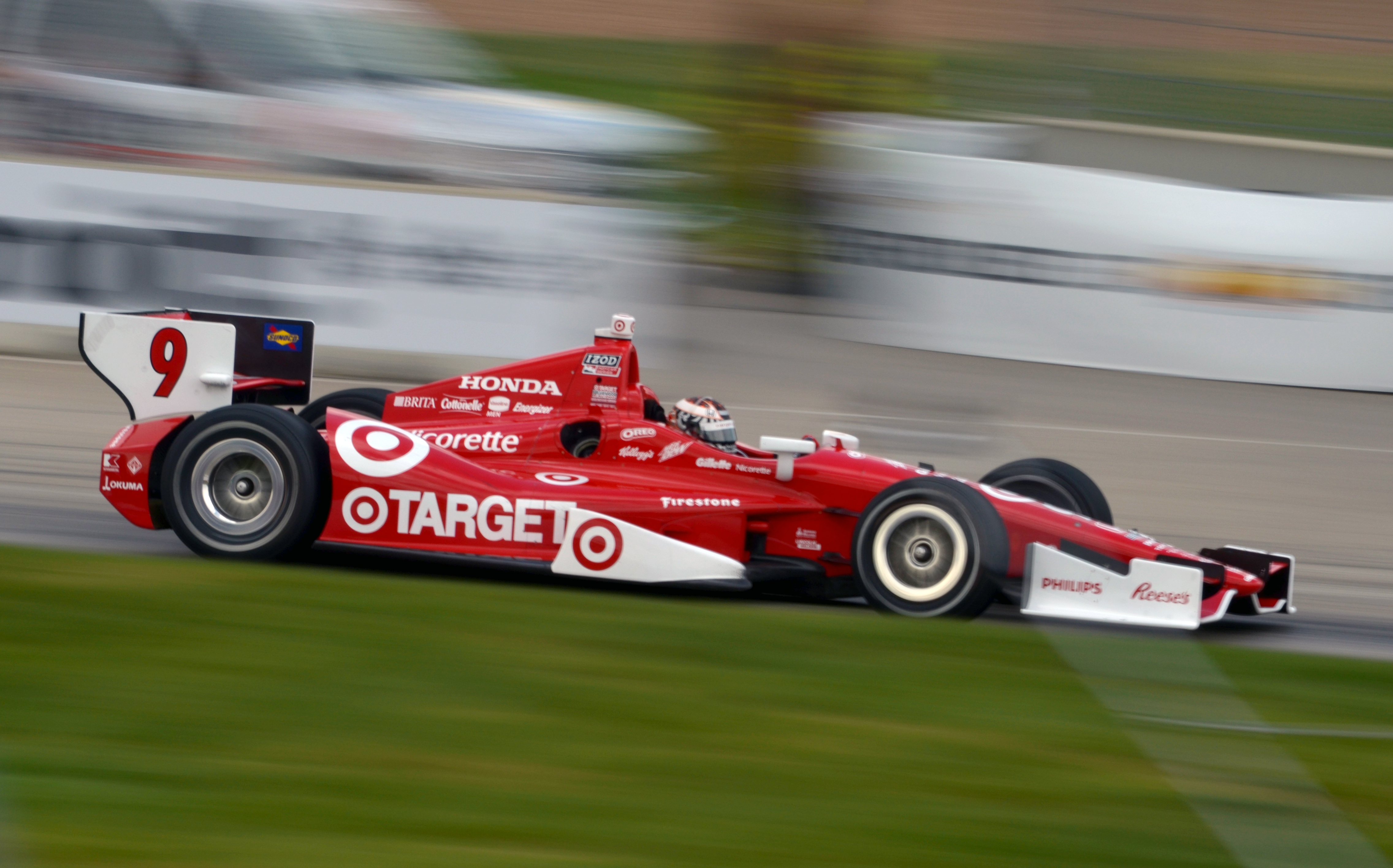
ダラーラ・DW12

北米における最高峰のオープンホイールカーカテゴリー。元々「インディカー」とはインディ500を走るレーシングカーを指す言葉で、その後アメリカのオープンホイールカーの代名詞になった。インディカーによるレースシリーズは、インディ500が開催されて以来100年以上に渡り複数の運営団体によって開催され、過去にはアメリカ自動車協会 (AAA) 、アメリカ合衆国自動車クラブ (USAC) 、CART、インディ・レーシング・リーグ (IRL) が存在した。2011年よりIndyCarが主催するインディカー・シリーズでは、アメリカ国内を中心に、オーバルトラック、常設のヨーロピアンサーキット（ロードコース）、市街地コースといった多様なコースで年間16戦前後が開催される。特にオーバルでは最高速度350km/h以上の超高速戦が展開される。参戦するドライバーは国際A級（グレードA）ライセンスが必要。

### スーパーフォーミュラ (SF)

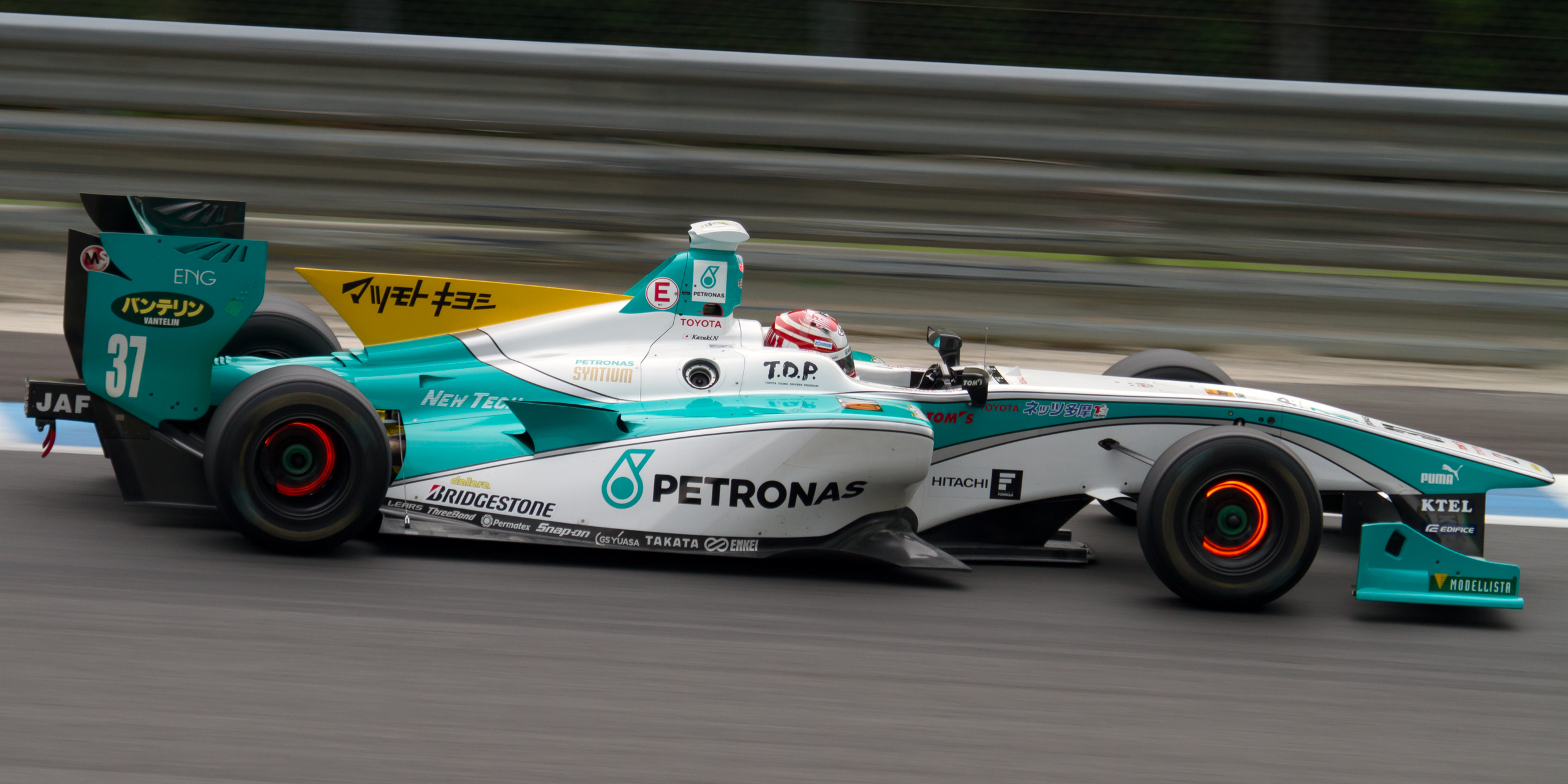
ダラーラ・SF14

スーパーフォーミュラは、日本自動車連盟 (JAF) が規定する最高峰の選手権で、日本レースプロモーション (JRP) が運営する。1970年代から90年代前半にかけて、日本においては後述するF2やF3000の規定を採用していた全日本F2選手権や全日本F3000選手権が開催されていたが、1996年に前身のフォーミュラ・ニッポンがF3000規定を継承し立ち上げられた。その後、1999年には新しい国際F3000の安全基準を取り入れた独自の車両規定が採用されている。日本国内のグレード2以上のサーキットで、年間7戦程度が開催される。上記のF1やインディカーと比べて年間レース数が少ないため、参戦ドライバーのほとんどがFIA 世界耐久選手権 (WEC) やSUPER GTなどにも並行して参戦している。参戦するドライバーは国際B級（グレードB）ライセンス以上が必要。

### フォーミュラ2（F2、またはそれと同等クラス）

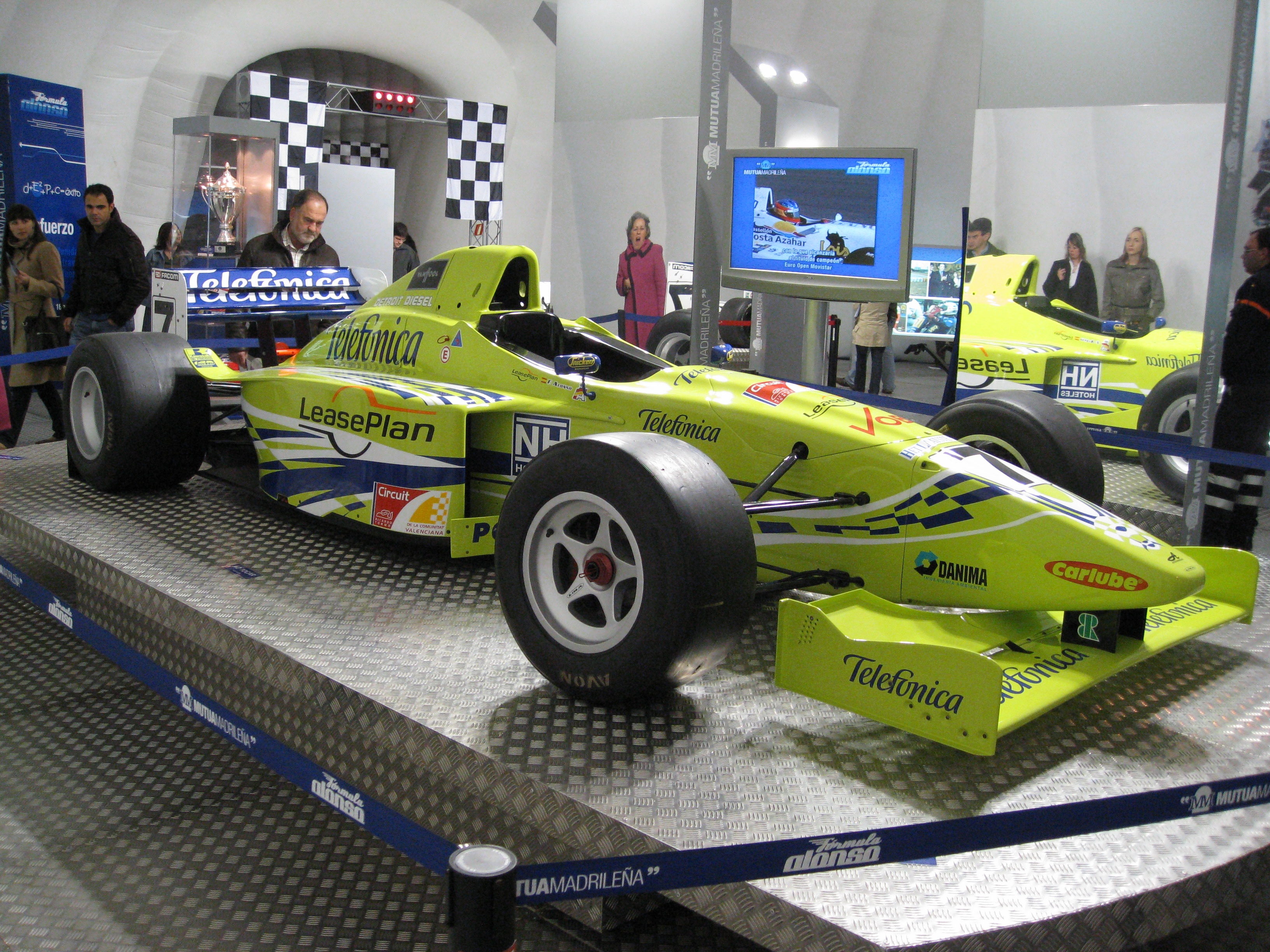
2000年型F3000マシン（フェルナンド・アロンソ仕様）

F2選手権はF1の直下に位置する選手権であるが、名称がフォーミュラ3000やGP2などに代わっていた時期が長い。またその間にヨーロッパにF2相当のカテゴリ（旧フォーミュラ・ルノー3.5→ワールドシリーズ・フォーミュラV8 3.5、AUTO GP、FA1など）が乱立していた時期もあったが、現在はコストやスーパーライセンスの関係で衰退・消滅しており、2017年のV8 3.5消滅をもって欧州はF2のみとなっている。
なおアメリカにはインディカー・シリーズの直下にあたるインディ・ライツがあり、これらの選手権では、ほとんどのレースがそれぞれF1、インディカー・シリーズのサポートイベントとして開催される。
日本にはF2にあたるカテゴリは存在しないが、全日本F2や全日本F3000を出自に持つことや、F1やインディカーに並ぶ格に疑問が呈されていることから、フォーミュラ・ニッポンやスーパーフォーミュラをF2と見なす者もいる。
かつてF2は開発競争が盛んで、世界各地で多数のメーカー・コンストラクターが参入したが、その後F1の隆盛やコストの問題もありワンメイク化が進んだ。現在はF1・インディカードライバーのタマゴを見極めるカテゴリという意味もあり、マルチメイクの例はほぼ無いほか、チャンピオンになると「卒業」と見なされ翌年以降の参戦もほぼ不可能である（その意味では、エンジンがマルチメイクであり、チャンピオンの参戦継続が可能であるスーパーフォーミュラはF1やインディカーと同格であるかはともかく「トップカテゴリ」ではあり、F2よりは上の格であると定義づけることもできる。他のカテゴリでのチャンピオンの翌年以降の参戦は近年ではフォーミュラ・ルノー3.5で2010年に王者となったミカイル・アレシンが翌年に1戦2レースだけ代役参戦したのみである）。

### フォーミュラ3（F3、またはそれと同等クラス）

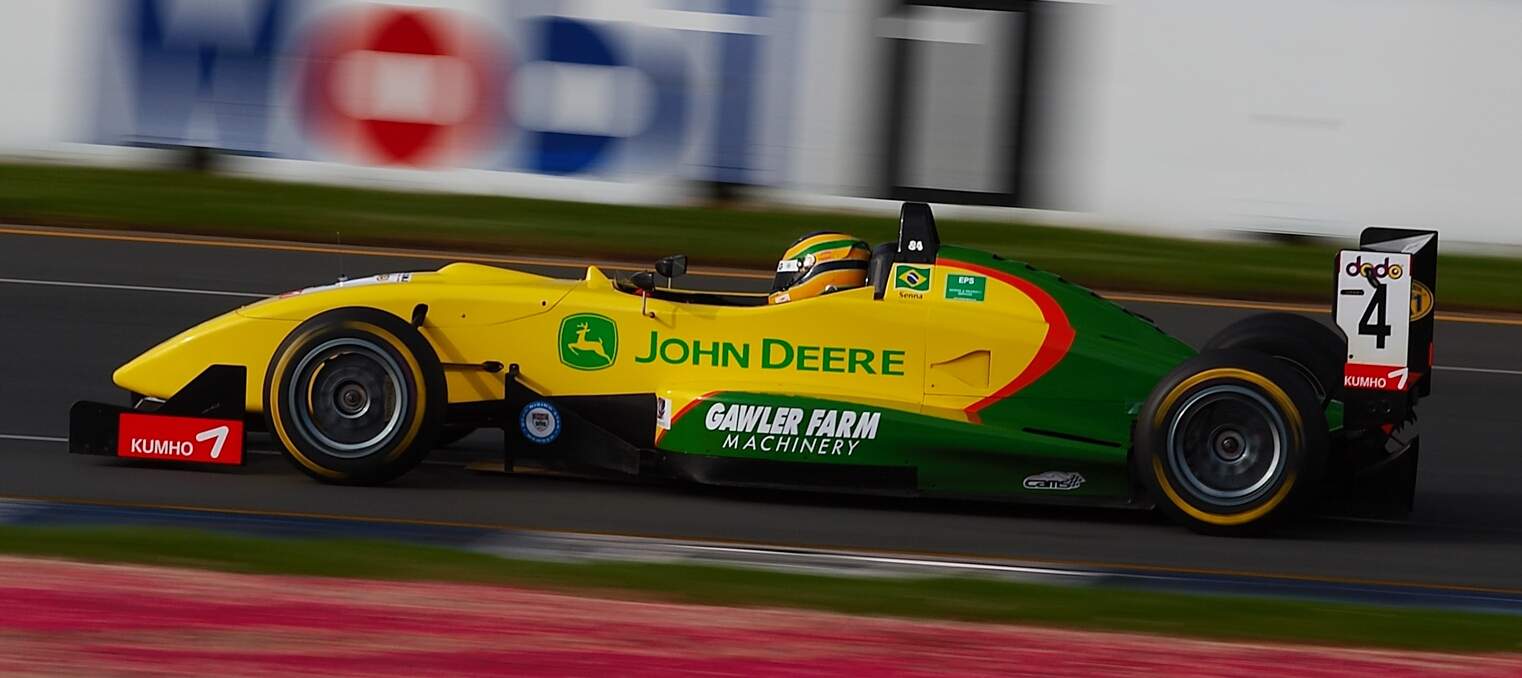
2006年型F3マシン（ブルーノ・セナ仕様）

F3クラスに相当するカテゴリーは、モータースポーツが盛んな国において多数存在し、2000年代まではヨーロッパ選手権に加えて日本、オーストラリア、ブラジル、オーストリア、スイス、イギリスで国内選手権が開催されていた。また、上記の選手権で好成績を納めたドライバーには、マカオグランプリに出場する機会が与えられる。
F3は比較的安価でありながらドライバー・レースの格も高いことからマルチメイクの土壌があり、日欧問わずエンジン開発に参入するメーカー・コンストラクターの数は非常に多かった。一方で近年高コスト化が進んでいるため、FIAによる再編が進められ、結果として2019年からは旧GP3を改組した「FIA F3選手権」と、下部カテゴリとして各国で開催される「フォーミュラ・リージョナル」という2段階構成（いずれもワンメイク）が導入された。ただ、従来のローカルシリーズの中にはこれに従わず独自シリーズを継続しているところもあり、例として日本の全日本スーパーフォーミュラ・ライツ選手権などが挙げられる。
アメリカのUSF・プロ2000選手権、インドのMRFチャレンジなどもF3と同格として分類する場合もある。

### フォーミュラ・リージョナル (FR)
FIAでは2020年より、全世界的にF3をワンメイク化した新カテゴリーに再編する方針を示していたが、各国のローカルシリーズの主催者から独自シリーズの存続を求める声が多く上がったため、最終的に2017年10月にFIA F3とFIA-F4の中間カテゴリーとして「フォーミュラ・リージョナル」を設けることになった。

### フォーミュラ4 (F4)
フォーミュラ4は、カートからのステップアップを想定した入門カテゴリー。FIAが規定した国際規格 (FIA-F4) に則り開催される各種国内選手権と、日本、フランス、イギリスで開催される独自規格の選手権に大きく分けられる。

### フォーミュラE
2014年より新たに発足したFIA統括のカテゴリー。化石燃料を動力としては一切使用しておらず、モーターのみの動力のみで走行する。
世界選手権という位置づけではないものの、世界中を転戦しており、F1経験者も多く参加しているのも大きな特徴でもある。
シャシーがシーズン5（2018 - 19）より「Gen2」と呼ばれる物に替わっており、最高時速が285km/h出るものとなっている。一方で前後のタイヤがカウルで覆われるデザインとなったため、一部からは「厳密にはフォーミュラカーではない」との意見も聞かれ、それを受けシーズン8（2021 - 22）から登場する「Gen2 Evo」ではフロントタイヤがむき出しに戻っている。

### その他

#### ワンメイク

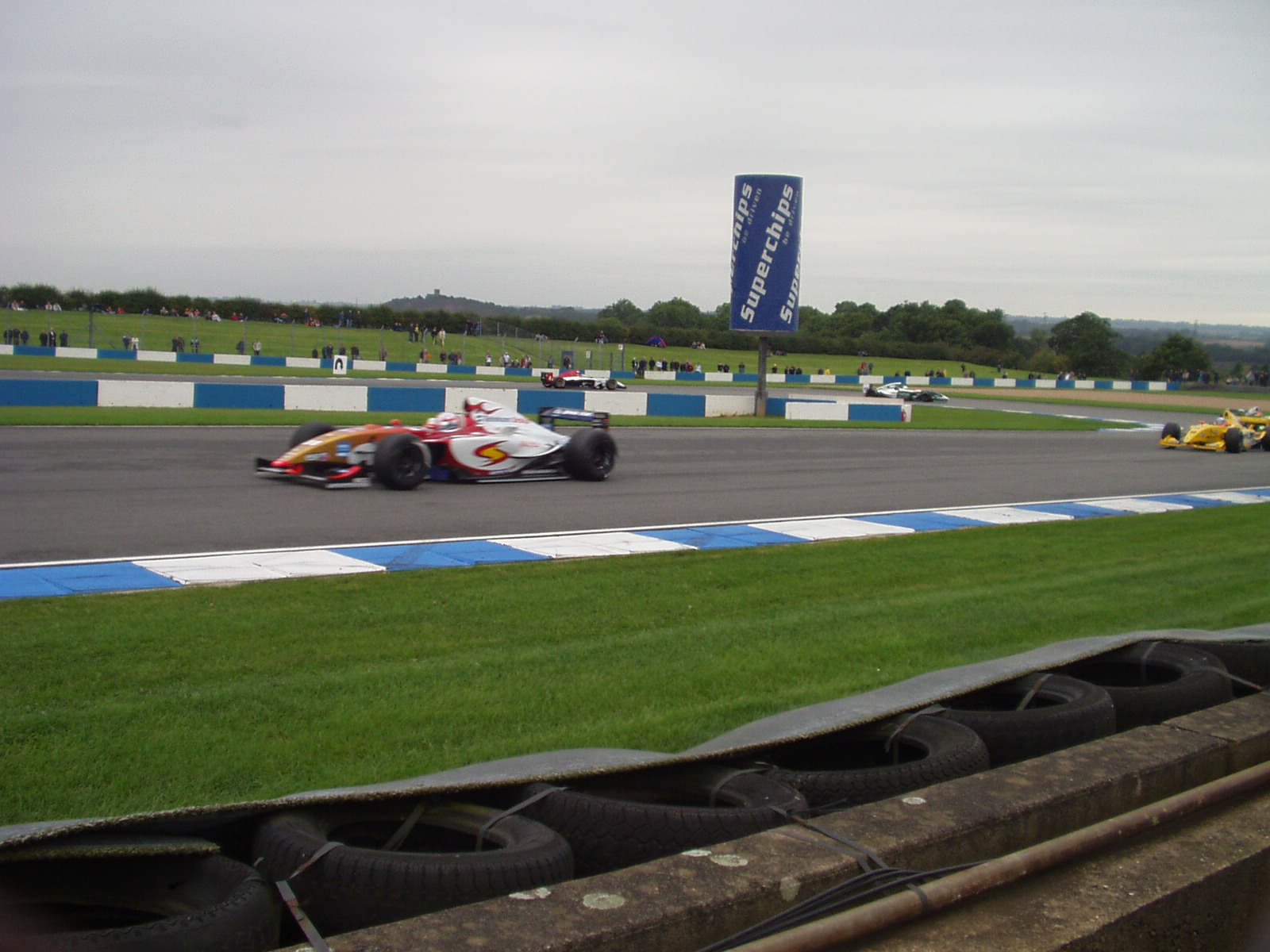
2005年型ワールドシリーズ・バイ・ルノー車両

この他、特定の自動車会社が作ったフォーミュラカーでの選手権などもあり、その場合は「フォーミュラ○○」という名前で行われている。その多くはF3よりも格下のジュニア・フォーミュラに分類されるが、中にはワールドシリーズ・バイ・ニッサンのようにF3000と同格に位置づけられるものも存在する。

#### レース外
2000年代以降、サーキット走行専用車の一形態として、ロータス・T125などフォーミュラカーの形態を取る車も現れている。ただしこれらは特定の車両レギュレーションに従うことを考慮しておらず、そのままではレースに参戦できない事が多い。

### フォーミュラカーレースの階級
| 地域       | 最上級                 | 第2級            | 第3級                                      | 第4級                                                                                                 | 第5級                             | 第6級 |
| ---------- | ---------------------- | ---------------- | ------------------------------------------ | --- | --------------------------------- | --- |
| ヨーロッパ | フォーミュラ1          | フォーミュラ2    | GP3 ワールドシリーズ・バイ・ルノー AUTO GP | フォーミュラ3                                                                                         | フォーミュラ・ルノー2.0           | フォーミュラ・フォード ADAC・フォーミュラ・マスター フォーミュラ・アバルト フランスF4選手権                                        |
| 北米       | インディカー・シリーズ | インディ・ライツ | -                                          | プロ・マツダ・チャンピオンシップ                                                                      | U.S.F2000                         | F2000選手権 スキップ・バーバー・ナショナル パシフィックF2000 フォーミュラ・ツアー 1600 オンタリオ・F1600 LATAM・チャレンジシリーズ |
| 日本       | スーパーフォーミュラ   | -                | -                                          | 全日本スーパーフォーミュラ・ライツ選手権 フォーミュラ・リージョナル・ジャパニーズ・チャンピオンシップ | Formula Beat(JAF-F4) FIA-F4選手権 | スーパーFJ FJ1600 |

## 呼称

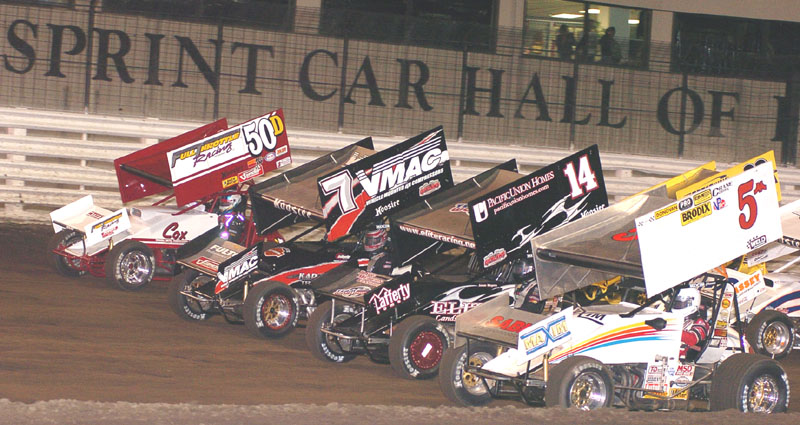
スプリントカーはオープンホイールカーだがフォーミュラカーではない

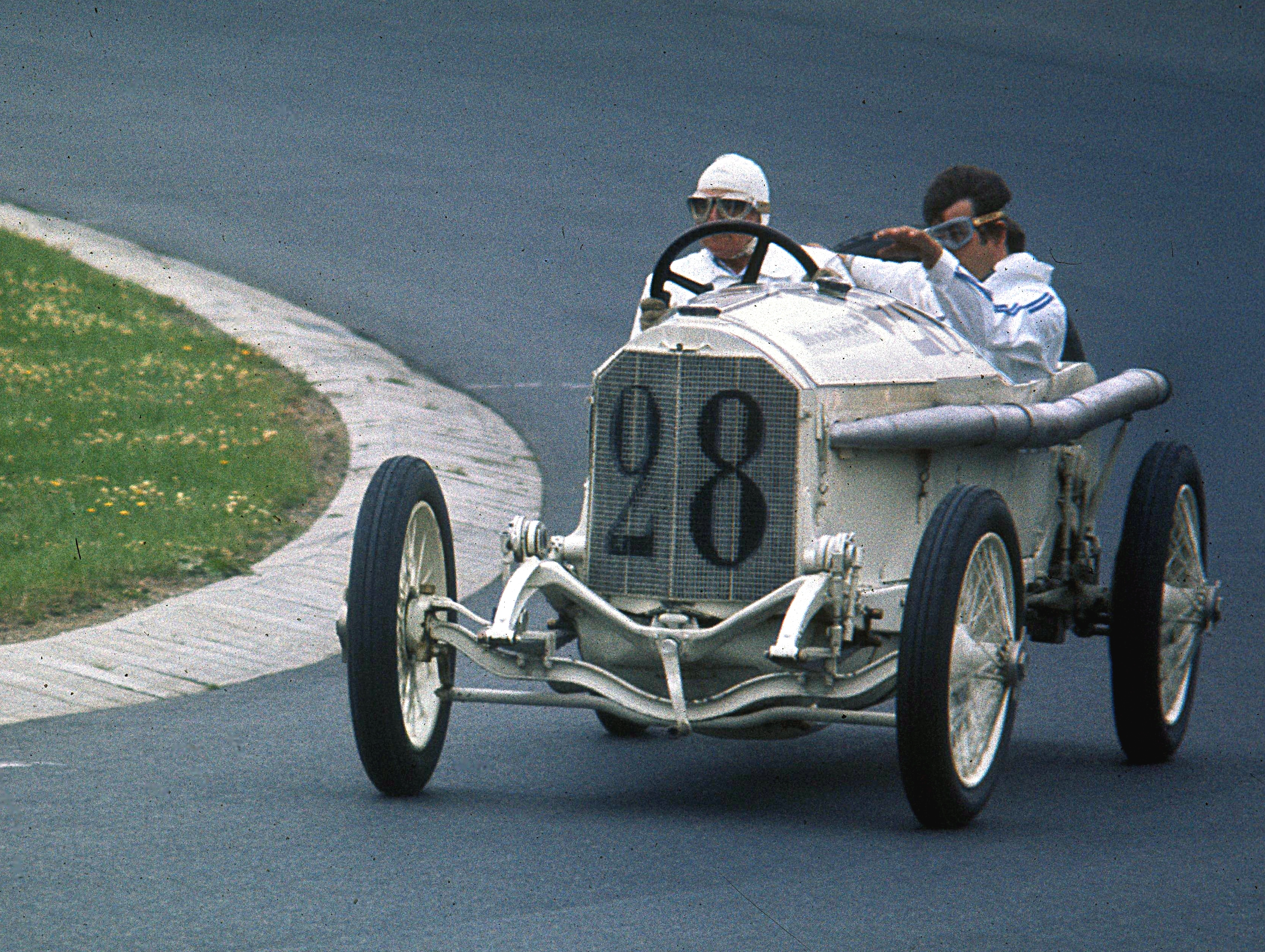
戦前のグランプリカー。オープンホイールカーだがシングルシーターではない（こともある、という一例）

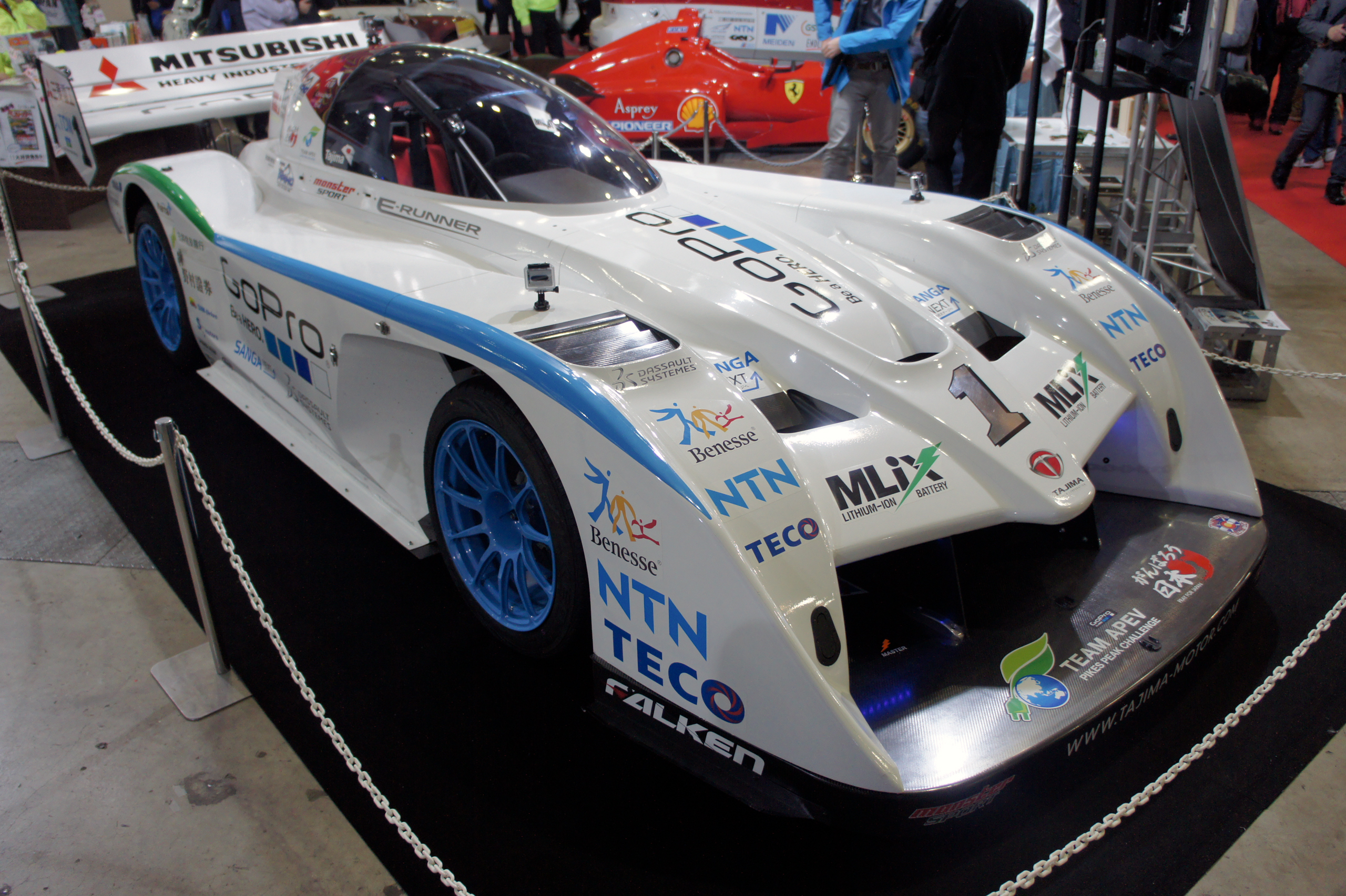
E-RUNNERパイクスピークスペシャルはシングルシーターだがオープンホイールではない

日本語の「フォーミュラカー」が指す対象を指す用語としては、米語でよく使われるのは「オープンホイールカー」 (open-wheel car) 、英国英語でよく使われるのは「シングルシーターカー」 (single-seater car) である。しかし、どちらの語も基本的にはそれぞれ字義通りの意味を持つため、微妙にズレがある。
Wikipediaで当記事に対応する英語版の記事は、フォーミュラーレーシング (en:Formula racing) の記事になっている。車輛についての英語版の記事はオープンホイールカー（en:Open-wheel car、日本語版ナシ）であり、英国英語ではシングルシーターカー (single-seater car) である、としている。フォーミュラカーは通常オープンホイールでシングルシーターである。
オープンホイールカーにはフォーミュラカー以外に、ダートで競われる短距離競技のスプリントカー (en:Sprint car racing) なども含まれる。また戦前のグランプリカーなどに、オープンホイールだがシングルシーターでないものがある。
モンスタースポーツのE-RUNNERパイクスピークスペシャルはシングルシーターだがオープンホイールではない。
またフォーミュラ・ドリフトは市販車の改造で行われており、この場合は純粋に「規格」という意味でフォーミュラという単語が用いられている。
ウィキメディアコモンズの各カテゴリも参考のこと。